# Pelidnota kirbyi
Pelidnota kirbyi es una especie de escarabajo del género Pelidnota, familia Scarabaeidae. Fue descrita científicamente por Soula en 2010.
Especie nativa de la región neotropical. Habita en Argentina.